# Согомонян, Виктор Эрнестович
Виктор Эрнестович Согомонян (арм. Վիկտոր Սողոմոնյան; род. 17 марта 1979, Ереван) — армянский государственный деятель, сын Эрнеста Согомоняна. Глава канцелярии экс-президента Республики Армения Роберта Кочаряна. Доктор политических наук.

## Биография
- 1995—2001 — факультет русского языка и литературы Ереванского государственного университета. Филолог, литературовед, журналист.
- 2001—2004 — аспирантура Института литературы имени Манука Абегяна Национальной академии наук Республики Армения. Кандидат филологических наук.
- 2000—2002 — преподавал в Российско-Армянском (Славянском) государственном университете.
- 2001—2003 — политический комментатор информационной программы «Лрабер» (Вестник) на Втором армянском телеканале.
- 2003—2004 — руководитель аппарата спикера парламента Армении.
- 2005—2008 — пресс-секретарь президента Армении.
- 2006—2011 — Председатель Совета Ереванского государственного лингвистического университета имени В. Я. Брюсова.
- 2009—2014 — докторантура Института философии, социологии и права Национальной академии наук Республики Армения. Доктор политических наук.
- 2010 — читал лекции в МГИМО (У) МИД России «Трансформация политических смыслов в системе современных масс-медиа» для студентов магистерской программы по направлению «Международная журналистика»[1].
- 2008 — Глава канцелярии и помощник экс-президента Республики Армения Роберта Кочаряна.

Автор книг «Пресс-секретарь президента: все о работе пресс-секретаря главы государства». — М.: АСТ, 2009г; «Публичность власти. Онтология, механизмы, концепции». — Ер.: Лимуш, 2012 г; «Политика как сюжет. Драматургия современных предвыборных кампаний». — М.: Альпина ПРО, 2022 г.
Женат. Супруга — Анна Тиграновна Арзуманян. Трое детей: Мария, Эрнест и Лара.

## Фильмография
Автор идей и продюсер ряда сериалов, обычно в жанре политический триллер:
- 2016 — Вижу - знаю — генеральный продюсер
- 2018 — Посольство — автор идеи, со-продюсер
- 2024 — Варшава’21 — автор идеи, генеральный продюсер
- 2025 — Находка века — со-продюсер[4]